# BAA Indianapolis
BAA Indianapolis steht für ein einstmals geplantes US-amerikanisches Basketballfranchise aus Indianapolis, Indiana, das von der Basketball Association of America (BAA), der späteren National Basketball Association (NBA), genehmigt worden war, denn die Arena Managers Association of America (AMAA) hatten den Vorbehalt „wenn einer, dann alle“, weswegen die Entscheidung, eine Basketball-Liga zu gründen, von allen Mitgliedern zu tragen gewesen wäre. Das Team stellte jedoch bereits vor dem Beginn der BAA-Saison 1946/47 den Spielbetrieb wieder ein.
Dick Miller, Manager des Hockey-Teams der Indianapolis Capitols und des Indianapolis Coliseums, hatte zu große Konkurrenz durch die Indianapolis Kautskys, die Fort Wayne Zollner Pistons und die Anderson Packers der National Basketball League (NBL) befürchtet, zumal sein Hockey-Team bereits zahlreiche Fans aus Anderson zog. Ihm hatte nämlich ursprünglich ein Gehaltsgefüge von 3000 Dollar pro Spieler vorgeschwebt, doch die Packers boten seinerzeit bereits Verträge über zehn- bis zwölftausend Dollar an. Er wandte darüber hinaus ein, dass 90.000 der damals 400.000 Einwohner schwarz seien und sich nach seiner Einschätzung nicht den Eintritt würden leisten können. Nach dem Zweiten Weltkrieg war er außerdem bereits von der Veteranenorganisation American Legion kritisiert worden für die Holzverschwendung des portablen Spielparketts, dessen Holz besser für die Errichtung von Eigenheimen für Veteranen verwendet worden wäre. Beim Eigentümer-Treffen vom 19. August 1946 wurde Miller deswegen vorerst ein Aufschub von einem Jahr gewährt.